# Évangiles de Rabula

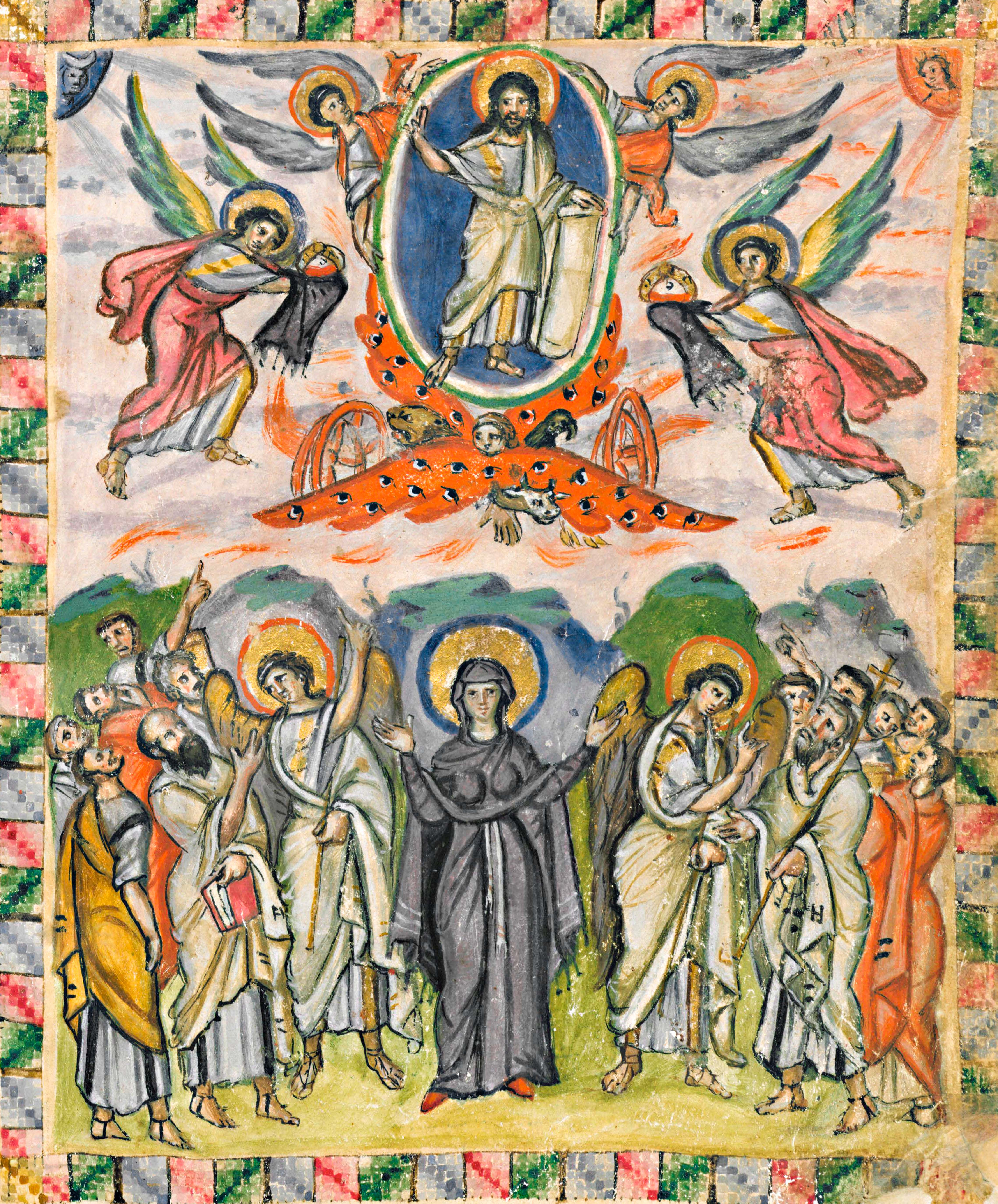
Folio 13v des Évangiles de Rabula présentant une miniature de l'Ascension.

Les Évangiles de Rabula ou Évangiles de Rabbula, انجيل رابّولا ,  ouvrage conservé à la Biblioteca Medicea Laurenziana de Florence (cod. Plut. I, 56), forment un manuscrit enluminé rédigé en syriaque des Évangiles. Datant du VIe siècle, il a été achevé en 586 au monastère de Saint-Jean-de-Zagba, situé en Syrie. Il a été signé par son scribe, Rabula.
Le manuscrit a servi au Moyen Âge comme registre des patriarches maronites (Elias Kattar) ,

## Description
Le texte correspond à la version peshitta de la traduction syriaque des Évangiles. Le manuscrit est enluminé avec un texte encadré de motifs floraux et architecturaux élaborés.

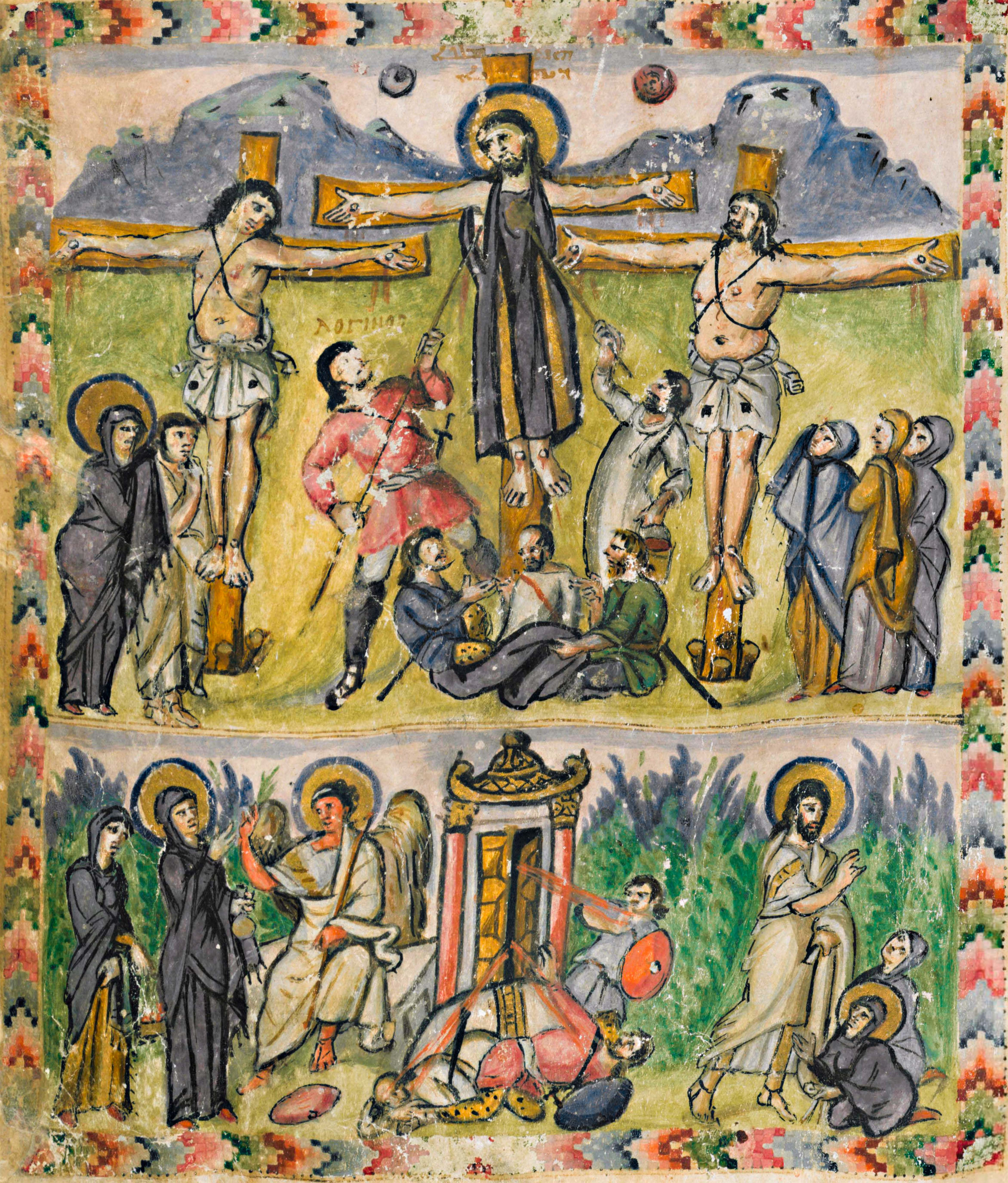
Codex Rabbula

Il est illustré de plusieurs peintures sur parchemin : Crucifixion-Résurrection, Choix de l'apôtre Matthias, Crucifixion-Résurrection, Ascension, Descente de l'Esprit et Christ en trône entre deux saints et deux abbés.
La peinture de la Crucifixion est dans un cadre peint de 33 × 26 cm, qui lui réserve le registre supérieur. Le Christ a les yeux ouverts et un port de tête plaidant en faveur de la vie, du type Christ triomphant. Au registre inférieur, une série d'étapes de la découverte de la Résurrection au matin de Pâques.
Le manuscrit comporte 292 folios de 34 cm x 27 cm. Leur taille d'origine est inconnue parce qu’ils ont été réduits par des reliures antérieures. Le texte est écrit à l'encre noire ou marron foncé sur deux colonnes d'un nombre de lignes variables. Les notes de bas de page sont écrites en encre rouge au bas de nombreuses colonnes.[réf. nécessaire]

## Histoire
L'histoire du manuscrit est inconnue jusqu'au XIe siècle. Il est mentionné en 1289 dans un monastère Sainte Ilige Maifuc, et en 1361, il est localisé au monastère de Qannoubine. Ses marges ont été utilisées comme archives pour des actes notariés divers, qui sont datés. La note la plus récente rend compte d'une donation au monastère de Qannoubine en 1521/22. C'est peu après que le manuscrit arrive à la bibliothèque Laurentienne de Florence, où il se trouve.

## Expositions
Il a été présenté à l'exposition Les Chrétiens d'Orient deux mille ans d'histoire, à l'institut du monde arabe de Paris, du 26 septembre 2017 au 14 janvier 2018.